# メイグスフィールド空港
メリルC.メイグスフィールド空港（Merrill C. Meigs Field Airport、ICAO：KCGX）は、1948年12月から2003年3月まで運用されていたシカゴの空港である。ミシガン湖の人工島であるノーザリー島(en:Northerly Island)に位置する。1948年12月10日に開港したが、2003年に閉鎖解体され、現在は公園となっている。

## 歴史

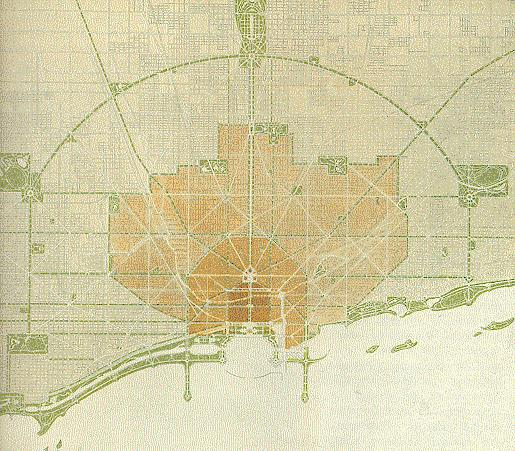
シカゴ計画（1909年）

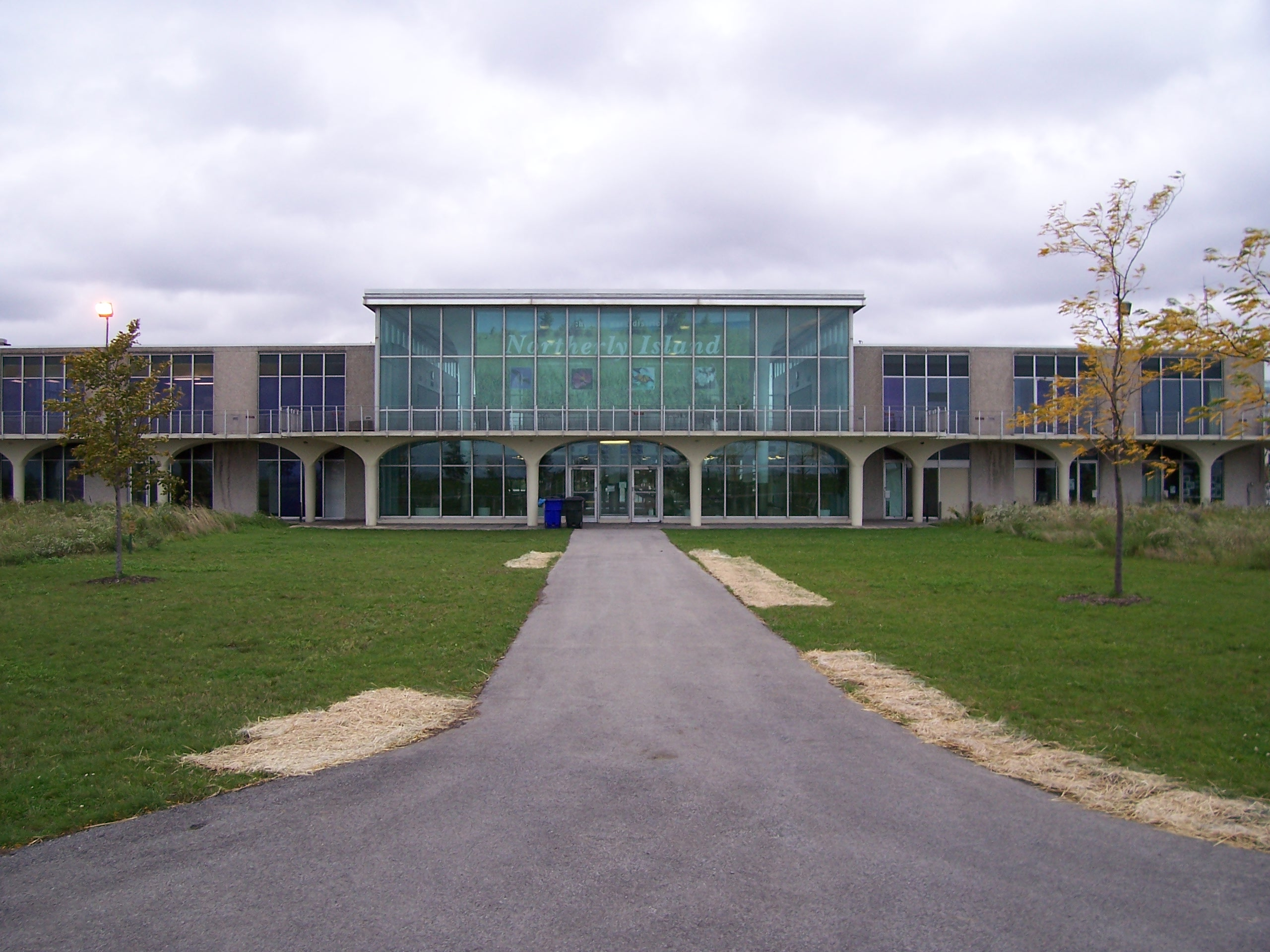
メイグスフィールド空港のターミナルビル

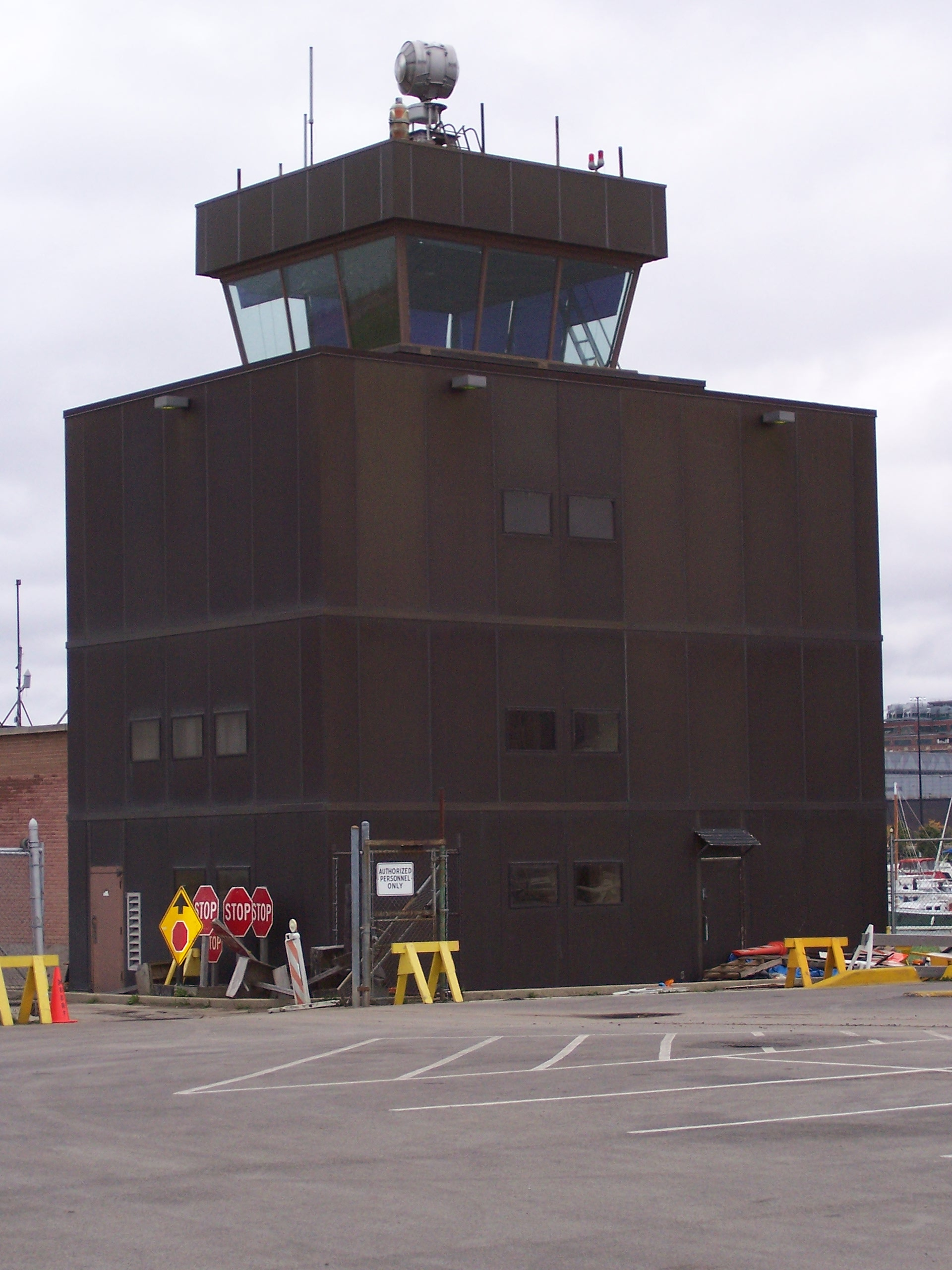
メイグスフィールド空港の航空交通管制塔

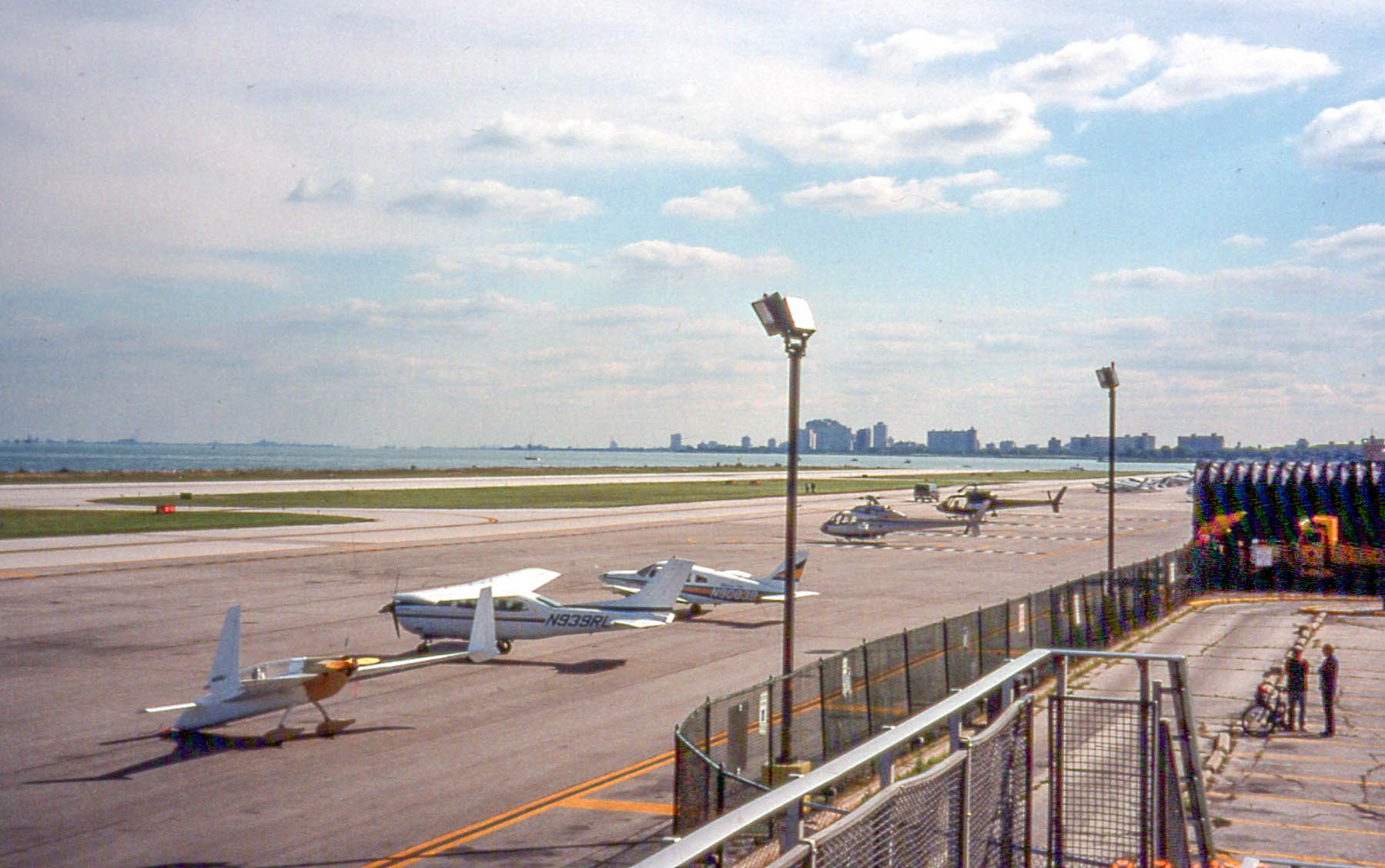
1997年に撮影されたメイグスフィールド空港

シカゴパーク地区のノーザリー島は、ダニエル・バーナムによって1909年のシカゴ計画に基づいて建設された唯一の人工島である。
シカゴにおける航空機の初飛行は1910年にノーザリー島に隣接しているグラントパークで行われ、1911年に同じ場所で国際航空展示会が実施された。その後、1918年にはグラントパークにて定期便が就航した。しかしグラントパークは、発展する都市の航空需要をカバーできなかった。
ノーザリー島を築き上げたバーナムは1912年に亡くなった。1916年までに、シカゴ計画の共著者であるエドワードH.ベネットは、湖畔の場所がシカゴのビジネス地区に航空サービスを提供する空港として、最も適していると提唱した。1920年には、シカゴ市民が半島の埋め立て地建設の費用を支払うための国民投票を承認し、1922年に建設が開始された。[1]その同じ年、ウィリアム・ヘイル・トンプソン市長はダウンタウンの空港をそこに配置することを提唱した。数年後、シカゴサウスパーク委員会は賛成票を投じた。1928年には、経済界を代表するシカゴ商工会も湖畔の空港を提唱した。
第二次世界大戦のほぼ直後となる1946年、空港の建設が開始した。その同じ年、イリノイ州議会は、適切な長さの滑走路を作るために9.7ヘクタールの湖底を譲渡した。空港は1948年12月10日に、壮大な式典で開港された。
1950年6月30日には、メリルC.メイグスフィールド空港に改称された。これは、シカゴアメリカン（シカゴの新聞）の発行者であり、パイロットでもあるメリルC.メイグスにちなんで名付けられた。
1952年には航空管制塔の開設、1961年には新しいターミナルビルの開設（リチャードJ.デイリー専用）など、さまざまな改築が行われてきた。199年代後半には悪天候でも着陸を可能にするFAA計器進入、滑走路の延長が行われてきた。
メインターミナルビルはシカゴ航空局によって運営されており、待合室、オフィス、カウンタースペースがあった。滑走路の北側には、アドラー・プラネタリウム・アンド・天文学博物館がある。

### 就航していた航空会社
- ブレードヘリコプター
- ブリット航空
- シカゴヘリコプター航空
- ゴーファー航空
- グレイトレイクス航空
- ハブ航空
- イリーニ航空
- オザーク航空
- スカイストリーム航空
- トランス・ステイツ航空

### 解体と閉鎖

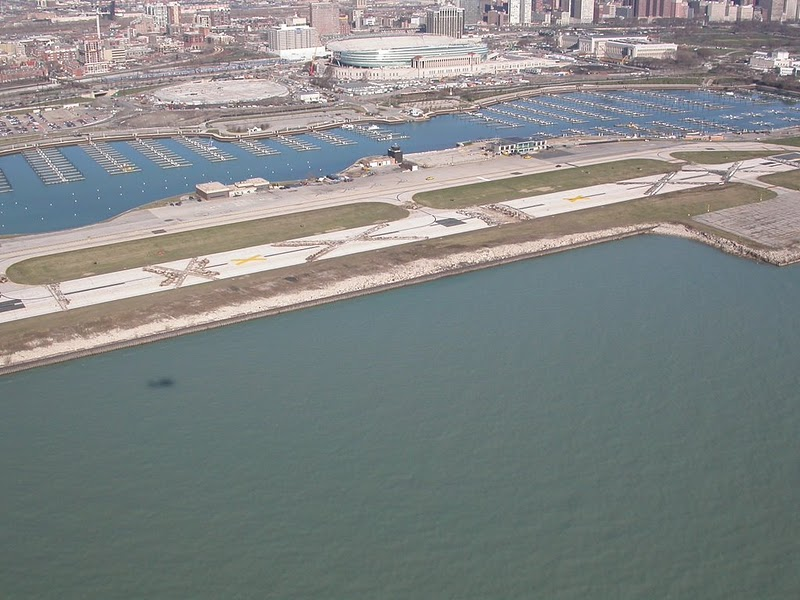
デイリー市長の破壊命令から数日後のメイグスフィールド滑走路。大きなXマークは、航空機の離着陸を防ぐためにブルドーザーによって滑走路に刻み込まれたものである。

1994年、リチャードM.デイリー市長は空港を閉鎖し、その場所に公園を建設する計画を発表した。空港が位置するノーザリー島は、1996年に空港リースの更新を拒否したシカゴパーク地区が所有していた。市は、1996年10月のリース満了から1997年2月まで空港を一時的に閉鎖し、圧力をかけた。これに対し、州議会から空港を再開するように彼らを説得した。
2001年に、シカゴ、イリノイ州、およびその他の間で、空港をさらに25年間開いたままにするという提案をした。しかし、この取引は連邦法の米国上院から棄却された。
2003年3月30日日曜日の夜、デイリー市長は市の乗組員に対し、滑走路の表面に大きなX字型をブルドーザーで刻み込んで、滑走路を使用できないようにするよう命じた。しかしこれらの事実は、メイグス空港の飛行機所有者に通知されず、16機の飛行機が立ち往生した。取り残された飛行機は、910メートルのタキシング誘導路から出発することが許可された。

## ノーザリー島
2003年8月までに、メイグスフィールド空港の解体工事が完了した。ノーザリー島は現在、芝生の散歩道、巨大な池が特徴である公園となっている。2005年には、夏に音楽コンサートを開催する7,500席のハンティントンバンクパビリオンが敷地内にオープンした。

## メイグスフィールドを題材とした作品
Microsoft Flight Simulatorシリーズのデフォルトの空港となっている。「Flight Simulator 2004 翼の創世記」まで収録されているが、それ以降の「X」および「steam版」についてはサードパーティのアドオンから導入可能となっている。
2020年にリリースされたMicrosoft Flight Simulator (2020年)に対応したアドオンも、サードパーティからリリースされている。